# Takir (suelo)

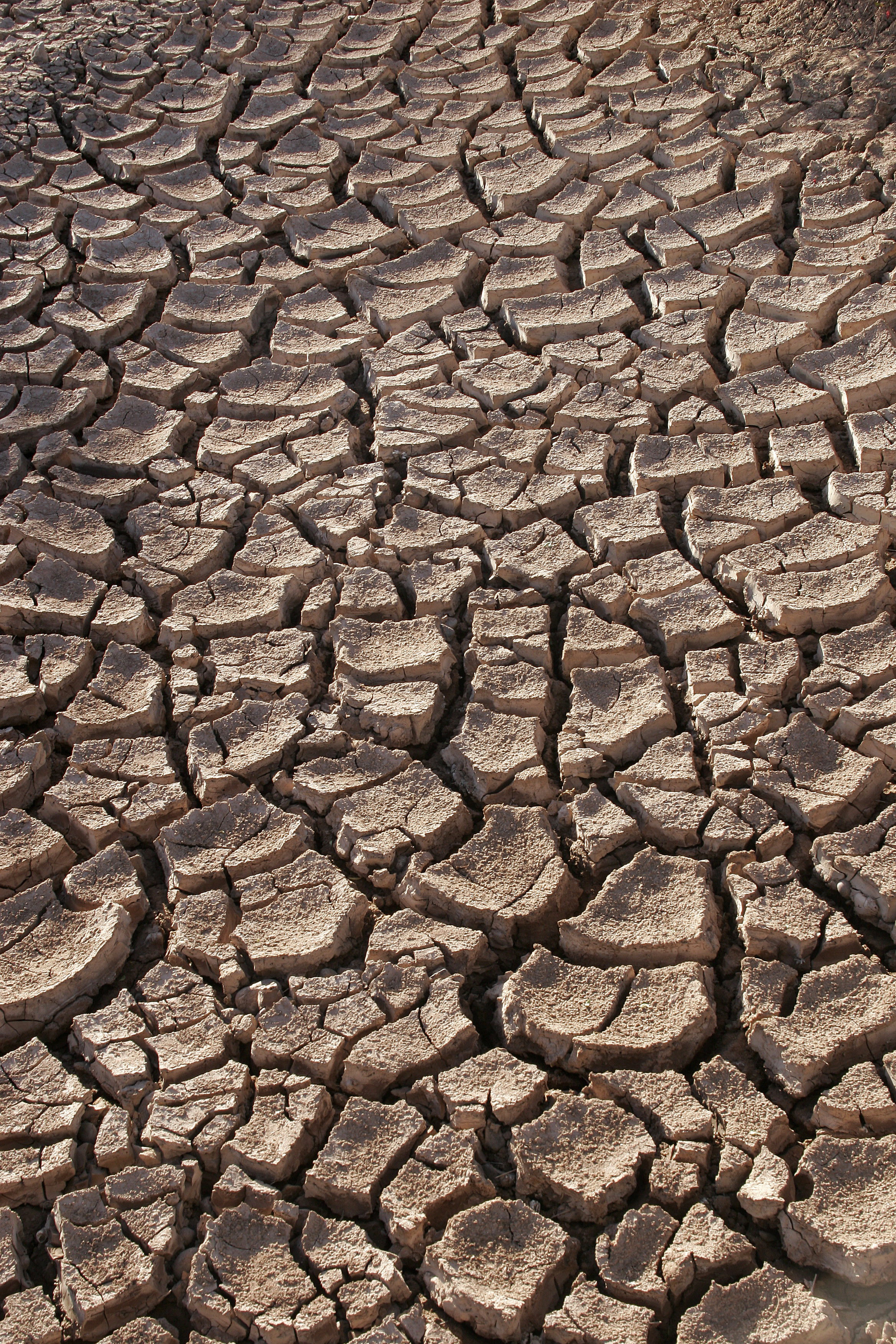
Takyr (playa) en el desierto de Sonora (EE. UU.)

Takir (o takyr) (ruso: такыр, originario del kazajo u otra lengua turca) que significa "liso, uniforme o desnudo", es un tipo de relieve que se presenta en los desiertos de Asia Central, similar a un salar en el suroeste de Estados Unidos. Se forma en áreas deprimidas con un suelo arcilloso pesado, que queda sumergido en agua poco profunda después de las lluvias estacionales. Cuando el agua se evapora, se forma una costra seca con fisuras en la superficie. Suele estar colonizado por cianobacterias filamentosas.